# Le Destin fabuleux de Désirée Clary
Le Destin fabuleux de Désirée Clary è un film del 1942 scritto, diretto e interpretato da Sacha Guitry.
Di stampo storico, ambientato a Marsiglia, viene raccontata la storia d'amore fra Désirée Clary con Napoleone Bonaparte.

## Trama
La storia inizia con monsieur Clary che spiega alle figlie Desiré e Julie certe regole della classe sociale cui appartengono e a cui, una volta adulte, dovranno conformarsi. In quanto piccole borghesi, in una posizione che sta tra i contadini e i nobili, devono giurare di mantenere il posto loro destinato nella scala sociale. In realtà le due figlie, fatalmente, cambieranno il loro destino, Julie sposando il fratello di Napoleone Bonaparte, Giuseppe Bonaparte e Desirée, fidanzata dello stesso Napoleone e da questo abbandonata per sposare Joséphine de Beauharnais, si consola diventando regina di Svezia sposando Bernadotte, conosciuto quando, soldato, fu alloggiato nella casa dei Clary dietro lettera di richiesta del re.

## Critica
Guitry prende dalla Storia «ciò che gli è più utile dal passato e lo adagia nel presente: la fedeltà alla Repubblica minata, ieri dall'Impero e oggi (1942) dallo Stato collaborazionista. (...) I personaggi si trasformano lentamente in pedine - non a caso il regista si arroga il diritto di sostituirle - le cui azioni proiettano l'ombra del tradimento su qualunque parete. Anche Desirée, (...) e suo marito Bernadotte passa la vecchiaia tormentato dal rimorso di aver tradito Napoleone».

## Produzione
Il film si inserisce nell'ottica storica caratterizzata dal periodo dell'occupazione tedesca quando il cinema francese «privilegiò le commedie leggere, gli adattamenti letterari, i melodrammi il realismo nero dei polizieschi e le ambientazioni storiche e fantastiche», scegliendo «di rappresentare spazi e tempi "storici" o "a-storici", micromondi isolati o istituzioni totali, mondi onirici, fantastici, viaggi nello spazio e nel tempo e dislocazioni temporali che "scartano" rispetto al presente». Le Destin fabuleux de Désirée Clary è stato archiviato e reso fruibile grazie alla diffusione di Internet Archive